# Рохія
Рохія (рум. Rohia) — село у повіті Марамуреш в Румунії. Адміністративно підпорядковане місту Тиргу-Лепуш.
Село розташоване на відстані 372 км на північний захід від Бухареста, 35 км на південний схід від Бая-Маре, 72 км на північ від Клуж-Напоки.

## Населення
За даними перепису населення 2002 року у селі проживали 764 особи, з них 763 особи (99,9%) румунів. Рідною мовою 763 особи (99,9%) назвали румунську.